# Geotrygon veraguensis
Geotrygon veraguensis là một loài chim trong họ Columbidae.